# 基龍多
基龙多（Kirundo）是位于蒲隆地北部的一个城市，也是基龍多省的省会。市内有基龙多机场。基隆多位于该国首都布琼布拉东北约112公里处。根据2008年的人口普查，當地人口有10,024人。